# آرتیوم آلیخانیان

آرتیوم ایساهاکی آلیخانیان (ارمنی: Արտեմ Իսահակի Ալիխանյան؛  زادهٔ ۱۱ ژوئن ۱۹۰۸ - درگذشته ۲۵ فوریهٔ ۱۹۷۸) فیزیک‌دان متخصص در زمینه فیزیک هسته‌ای، مخترع و آکادمیسین اهل ارمنستان بود.

## زندگی‌نامه
وی در ۲۴ ژوئن [سبک قدیمی: ۱۱ ژوئن] ۱۹۰۸ در تفلیس به دنیا آمد و از دانشگاه دولتی سن پترزبورگ فارغ‌التحصیل گشت.  وی همچنین برندهٔ جوایزی همچون نشان پرچم سرخ کار (۱۹۴۵/۱۹۴۸)، دانشمند شایسته ارمنستان شوروی (۱۹۶۷)، جایزه لنین (۱۹۷۰) و جایزه استالین (۱۹۴۸/۱۹۴۱) شده است. وی در ۲۵ فوریهٔ ۱۹۷۸ در سن ۶۹ سالگی در مسکو درگذشت و در آرامستان مرکزی ایروان (توخماخ) به خاک سپرده شد.

## نگارخانه

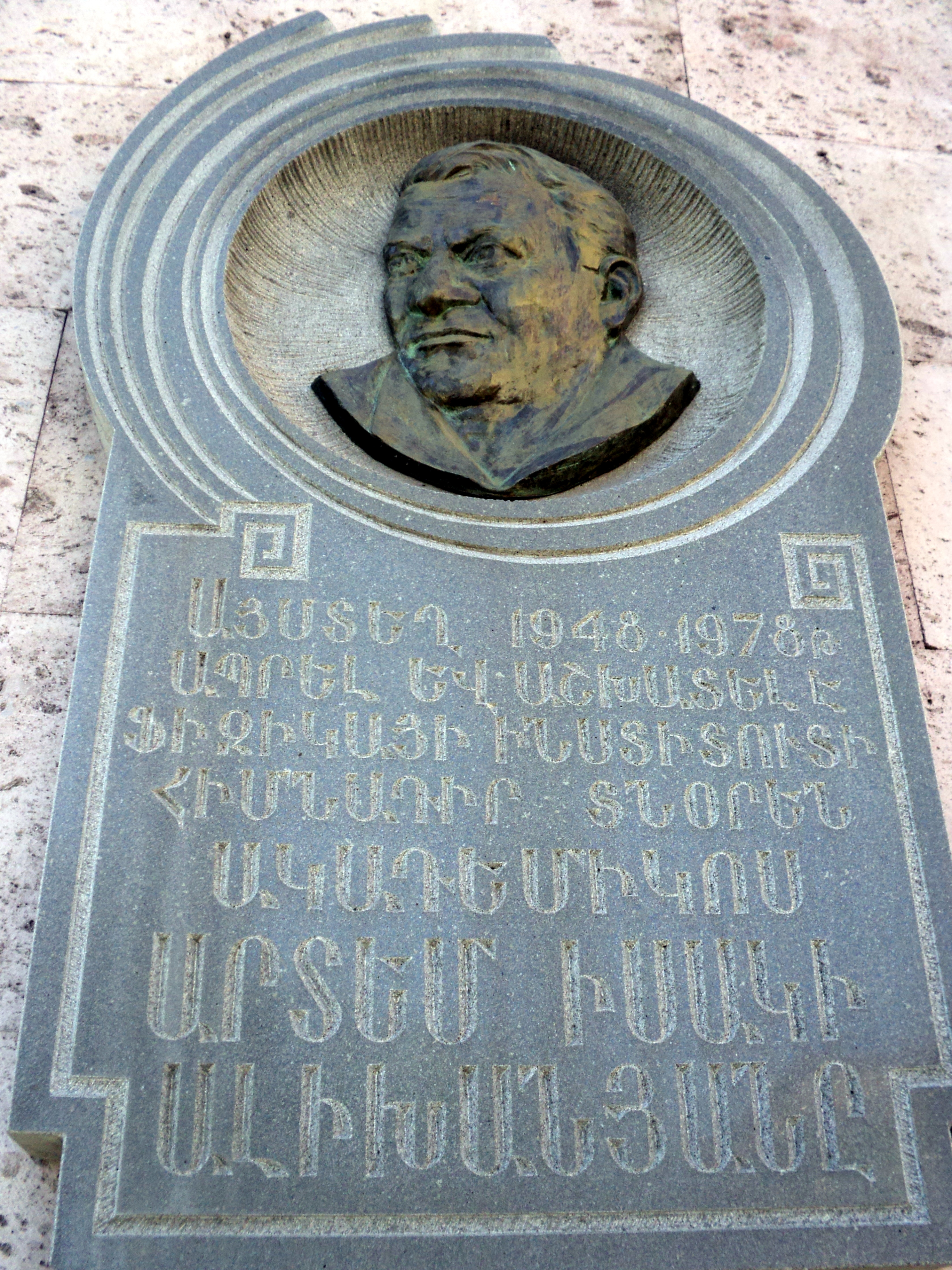
پلاک یادبود
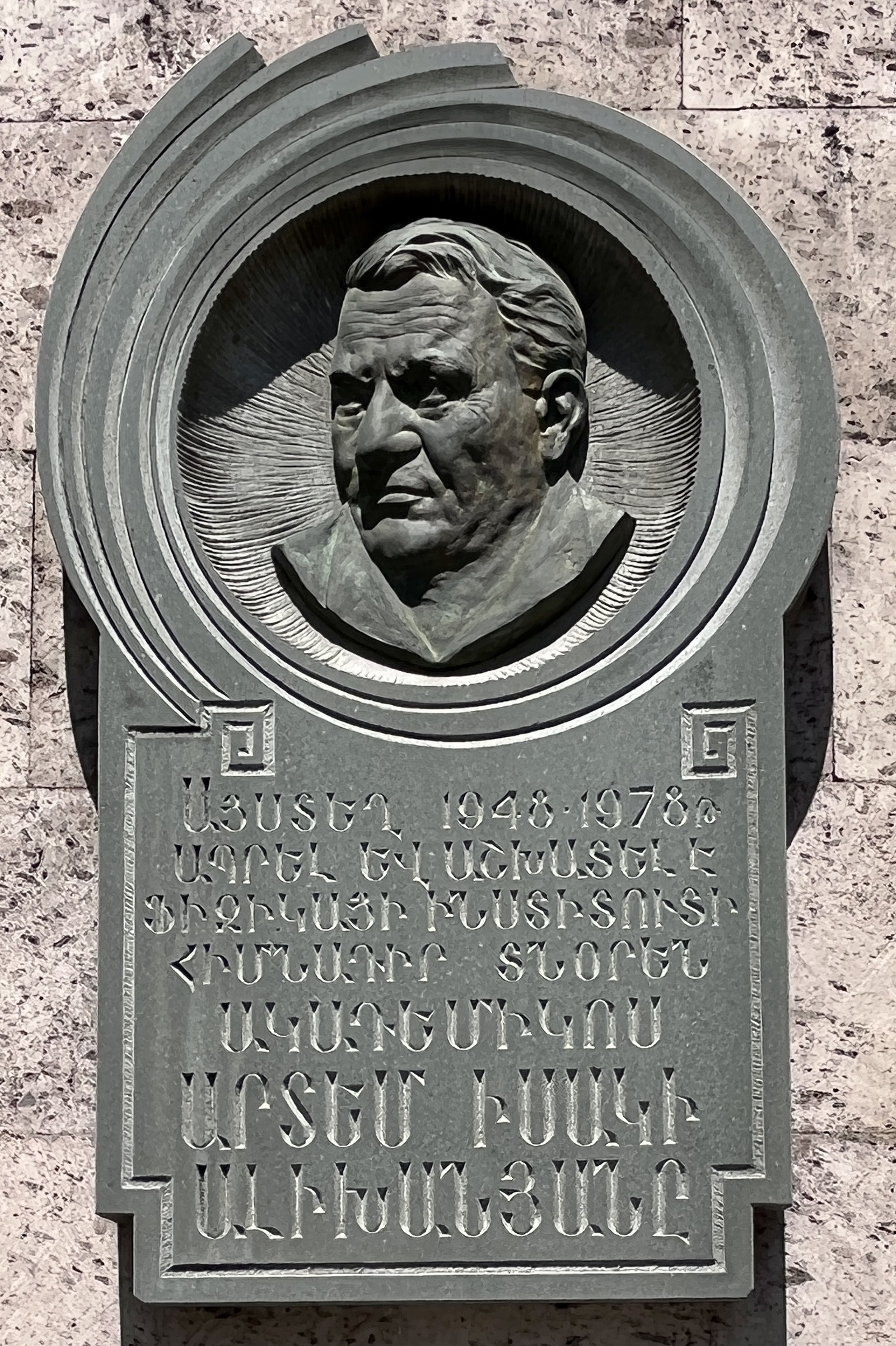
پلاک یادبود

- پرونده:Արտեմ Ալիխանյան.jpg